# Liste der Präsidenten von Ecuador
Die Liste der Präsidenten von Ecuador führt alle Staatspräsidenten des südamerikanischen Landes Ecuador seit dessen Unabhängigkeit im Jahr 1830 mit Lebensdaten und Amtszeit auf.
| Name | Amtszeit                               | Lebensdaten         |
| --- | -------------------------------------- | ------------------- |
| Juan José Flores | 17. Mai 1830 – 8. August 1835          | * 1800, † 1864      |
| Vicente Rocafuerte | 8. August 1835 – 31. Januar 1839       | * 1783, † 1847      |
| Juan José Flores | 31. Januar 1839 – 17. Juni 1845        | s. o.               |
| José Joaquín de Olmedo Vorsitzender einer provisorischen Regierung | 18. Juni 1845 – 8. Dezember 1845       | * 1780, † 1847      |
| Vicente Ramón Roca | 8. Dezember 1845 – 15. Oktober 1849    | * 1792, † 1858      |
| Manuel de Ascásubi | 15. Oktober 1849 – 10. Juni 1850       | * 1802, † 1876      |
| Diego Noboa y Arteta zuvor Gegenpräsident, bis 8. Dezember Übergangspräsident | 10. Juni 1850 – 13. September 1851     | * 1789, † 1870      |
| José María Urbina | 13. September 1851 – 16. Oktober 1856  | * 1808, † 1891      |
| Francisco Robles | 16. Oktober 1856 – 17. September 1859  | * 1811, † 1893      |
| Guillermo Franco Gegenpräsident während Bürgerkrieg, ab 17. September 1859 Nachfolger „Robles'“, schließlich García Moreno unterlegen                                                                                                   | 21. August 1859 – 24. September 1860   | * 1811, † 1873      |
| José María Avilés Pareja Vorsitzender der Gegenregierung im Bürgerkrieg, gemeinsam mit Pacífico Chiriboga, Manuel Gómez de la Torre und Gabriel García Moreno                                                                           | 1. Mai 1859 – 4. Juni 1865             | * 1816, † 1874      |
| Jerónimo Carrión eigentlich Vizepräsident, in Cuenca zum Gegen-Staatschef ausgerufen im Bürgerkrieg | ab Juli 1859                           | * 1804, † 1873      |
| Manuel Carrión Chef der Föderalen Provinz Loja im Bürgerkrieg (September 1859) | September 1859                         | * 1809, † 1870      |
| Gabriel García Moreno seit 4. Juni 1859 Chef der Gegenregierung; bis 17. Januar 1860 Staatschef, 17. Januar bis 2. April 1861 Interimspräsident                                                                                         | 17. September 1859 – 31. August 1865   | * 1821, † 1875      |
| Rafael Carvajal kommissarisch | 31. August 1865 – 7. September 1865    | * 1818, † 1884      |
| Jerónimo Carrión | 7. September 1865 – 6. November 1867   | * 1804, † 1873      |
| Pedro José de Arteta kommissarisch | 6. November 1867 – 20. Januar 1868     | * 1797, † 1873      |
| Francisco Javier Espinosa | 20. Januar 1868 – 19. Januar 1869      | * 1815, † 1870      |
| Gabriel García Moreno interimistisch | 19. Januar 1869 – 16. Mai 1869         | s. o.               |
| Manuel de Ascásubi interimistisch | 10. Mai 1869 – 10. August 1869         | s. o.               |
| Gabriel García Moreno | 10. August 1869 – 6. August 1875       | s. o.               |
| Francisco Javier León als Innenminister kommissarisch | 6. August 1875 – 6. Oktober 1875       | * 1832, † 1880      |
| José Javier Eguiguren als Innenminister kommissarisch | 6. Oktober 1875 – 1875                 | * 1816, † 1884      |
| Rafael Pólit Cevallos als Innenminister kommissarisch | 1875 – 9. Dezember 1875                | * 1823, † 1897      |
| Antonio Borrero Cortázar | 9. Dezember 1875 – 8. September 1876   | * 1827, † 1911      |
| Ignacio de Veintemilla zeitweilig als Oberbefehlshaber | 8. September 1876 – 10. Januar 1883    | * 1828, † 1908      |
| Übergangsregierung, bestehend aus Gen. Agustín Guerrero, Luis Cordero Crespo, Rafael Pérez Pareja, Pablo Herrera, José María Plácido Caamaño                                                                                            |                                        |                     |
| José María Plácido Caamaño bis 10. Februar 1884 interimistisch | 15. Oktober 1883 – 30. Juni 1888       | * 1838, † 1901      |
| Pedro José Cevallos kommissarisch als Vizepräsident | 1. Juli 1888 – 17. August 1888         | * 1830, † 1892      |
| Antonio Flores | 17. August 1888 – 30. Juni 1892        | * 1833, † 1912      |
| Luis Cordero Crespo | 1. Juli 1892 – 16. April 1895          | * 1833, † 1912      |
| Vicente Salazar kommissarisch als Vizepräsident | 16. April 1895 – 23. August 1895       | * 1832, † 1896      |
| Eloy Alfaro Oberster Führer der Rebellion vom 19. Juni 1895 bis 9. Oktober 1896 als Oberbefehlshaber bis 19. Januar 1897 interimistisch                                                                                                 | 23. August 1895 – 31. August 1901      | * 1842, † 1912      |
| Leonidas Plaza Gutiérrez | 1. September 1901 – 31. August 1905    | * 1866, † 1932      |
| Lizardo García | 1. September 1905 – 15. Januar 1906    | * 1842, † 1937      |
| Eloy Alfaro bis 9. Oktober 1906 als Oberbefehlshaber bis 1. Januar 1907 interimistisch | 17. Januar 1906 – 11. August 1911      | s. o.               |
| Carlos Freile Zaldumbide kommissarisch | 11. August 1911 – 30. August 1911      |                     |
| Emilio Estrada | 1. September 1911 – 21. Dezember 1911  | * 1855, † 1911      |
| Carlos Freile Zaldumbide kommissarisch | 22. Dezember 1911 – 5. März 1912       |                     |
| Flavio Alfaro Oberbefehlshaber einer Gegenregierung in Manabí und Esmeraldas | ab Dezember 1911                       | * 1866, † 1912      |
| Pedro Montero Oberbefehlshaber einer Gegenregierung in Guayaquil | ab Dezember 1911                       | * 1862, † 1912      |
| Francisco Andrade Marín kommissarisch | 6. März 1912 – 31. August 1912         | * 1841, † 1935      |
| Leonidas Plaza Gutiérrez | 1. September 1912 – 31. August 1916    | s. o.               |
| Alfredo Baquerizo Moreno | 1. September 1916 – 31. August 1920    | * 1859, † 1951      |
| José Luis Tamayo | 1. September 1920 – 31. August 1924    | * 1858, † 1947      |
| Gonzalo Córdova | 1. September 1924 – 9. Juli 1925       | * 1863, † 1928      |
| Luis Telmo Paz y Miño als Vorsitzender einer Militärjunta | 9. Juli 1925 – 10. Juli 1925           | * 1884, † nach 1962 |
| Übergangsregierung mit Rafael Bustamante, Francisco Boloña, Luis Napoleón Dillón, Pedro Pablo Garaicoa, Gen. Francisco Gómez de la Torre, Moisés Oliva bzw. Modesto Larrea und Francisco Arízaga Luque Der Vorsitz rotierte wochenweise |                                        |                     |
| Übergangsregierung mit Humberto Albornoz, Isidro Ayora, Homero Viteri, Adolfo Hidalgo, Pedro Pablo Egüez, José Antonio Gómez Gault, Julio Enrique Moreno Albornoz und Moreno waren je einmal Vorsitzende                                |                                        |                     |
| Isidro Ayora | 1. April 1926 – 24. August 1931        | * 1879, † 1978      |
| Luis Larrea Alba interimistisch | 24. August 1931 – 15. Oktober 1931     | * 1895, † 1980      |
| Alfredo Baquerizo Moreno kommissarisch als Senatspräsident | 15. Oktober 1931 – 1. September 1932   | s. o.               |
| Carlos Freile Larrea kommissarisch als Innenminister | 28. August 1932 – 1. September 1932    | * 1876, † 1942      |
| Alberto Guerrero Martínez kommissarisch als Senatspräsident | 2. September 1932 – 4. Dezember 1932   | * 1878, † 1941      |
| Juan de Dios Martínez Mera | 5. Dezember 1932 – 19. Oktober 1933    | * 1875, † 1955      |
| Abelardo Montalvo kommissarisch als Innenminister | 20. Oktober 1933 – 31. August 1934     | * 1876, † 1950      |
| José María Velasco Ibarra | 1. September 1934 – 21. August 1935    | * 1893, † 1979      |
| Antonio Pons kommissarisch als Innenminister | 21. August 1935 – 25. September 1935   | * 1897, † 1980      |
| Federico Páez als Oberbefehlshaber | 26. September 1935 – 23. Oktober 1937  | * 1876, † 1974      |
| Alberto Enríquez Gallo als Oberbefehlshaber | 23. Oktober 1937 – 10. August 1938     | * 1893, † 1962      |
| Manuel María Borrero | 10. August 1938 – 3. Dezember 1938     | * 1883, † 1975      |
| Aurelio Mosquera Narváez | 2. Dezember 1938 – 17. November 1939   | * 1884, † 1939      |
| Carlos Alberto Arroyo del Río kommissarisch als Senatspräsident | 18. November 1939 – 10. Dezember 1939  | * 1893, † 1969      |
| Andrés Córdova kommissarisch als Unterhauspräsident | 11. Dezember 1939 – 10. August 1940    | * 1892, † 1983      |
| Julio Enrique Moreno kommissarisch als Senatspräsident | 10. August 1940 – 31. August 1940      | * 1879, † 1952      |
| Carlos Alberto Arroyo del Río | 1. September 1940 – 28. Mai 1944       | (s. o.)             |
| Julio Teodoro Salem kommissarisch als Vorsitzender des Politbüros der Alianza Democrática Ecuatoriana | 29. Mai 1944 – 31. Mai 1944            | * 1900, † 1968      |
| José María Velasco Ibarra | 1. Juni 1944 – 23. August 1947         | s. o.               |
| Carlos Mancheno Cajas | 23. August 1947 – 2. September 1947    | * 1902, † 1996      |
| Mariano Suárez Veintimilla | 2. September 1947 – 16. September 1947 | * 1897, † 1980      |
| Carlos Julio Arosemena Tola | 16. September 1947 – 31. August 1948   | * 1894, † 1952      |
| Galo Plaza Lasso | 1. September 1948 – 31. August 1952    | * 1906, † 1987      |
| José María Velasco Ibarra | 1. September 1952 – 31. August 1956    | s. o.               |
| Camilo Ponce Enríquez | 1. September 1956 – 31. August 1960    | * 1912, † 1976      |
| José María Velasco Ibarra | 1. September 1960 – 7. November 1961   | s. o.               |
| Carlos Julio Arosemena Monroy | 7. November 1961 – 11. Juli 1963       | * 1919, † 2004      |
| Ramón Castro Jijón Vorsitzender einer Militärjunta | 11. Juli 1963 – 28. März 1966          | * 1915, † 1984      |
| Clemente Yerovi Indaburú Interimspräsident | 29. März 1966 – 16. November 1966      | * 1904, † 1981      |
| Otto Arosemena bis Mai 1967 interimistisch | 16. November 1966 – 31. August 1968    | * 1925, † 1984      |
| José María Velasco Ibarra | 1. September 1968 – 15. Februar 1972   | s. o.               |
| Guillermo Rodríguez Lara | 15. Februar 1972 – 12. Januar 1976     | * 1923              |
| Alfredo Poveda Burbano Vorsitzender eines Obersten Regierungsrates, bestehend aus Militärs | 12. Januar 1976 – 10. August 1979      | * 1926, † 1990      |
| Jaime Roldós Aguilera | 10. August 1979 – 24. Mai 1981         | * 1940, † 1981      |
| Osvaldo Hurtado | 25. Mai 1981 – 10. August 1984         | * 1939              |
| León Febres Cordero | 10. August 1984 – 10. August 1988      | * 1931, † 2008      |
| Rodrigo Borja | 10. August 1988 – 10. August 1992      | * 1935              |
| Sixto Durán Ballén | 10. August 1992 – 10. August 1996      | * 1921, † 2016      |
| Abdalá Bucaram | 10. August 1996 – 6. Februar 1997      | * 1952              |
| Rosalía Arteaga | 6. Februar 1997 – 11. Februar 1997     | * 1956              |
| Fabián Alarcón | 11. Februar 1997 – 10. August 1998     | * 1947              |
| Jamil Mahuad | 10. August 1998 – 22. Januar 2000      | * 1949              |
| Gustavo Noboa | 22. Januar 2000 – 15. Januar 2003      | * 1937, † 2021      |
| Lucio Gutiérrez | 15. Januar 2003 – 20. April 2005       | * 1957              |
| Alfredo Palacio | 20. April 2005 – 15. Januar 2007       | * 1939, † 2025      |
| Rafael Correa | 15. Januar 2007 – 24. Mai 2017         | * 1963              |
| Lenín Moreno | 24. Mai 2017 – 24. Mai 2021            | * 1953              |
| Guillermo Lasso | 24. Mai 2021 – 23. November 2023       | * 1955              |
| Daniel Noboa | seit dem 23. November 2023             | * 1987              |